# Stari grad Paka
U najzapadnijem dijelu Kalnika na šumovitom brdu nalaze se ostaci utvrde Stari grad Paka. Utvrda se nalazi istočno od mjesta Paka, iznad potoka Paka te istočno od autoputa. Utvrda je iz XIII stoljeća, kada je tu bila smještena vojna postrojba koja je patrolirala tim krajevima radi zaštite stanovništva.
Zadnjih godina muzej iz Varaždina vodi istražne radove, te su organizirali djelomično uređenje - obnovu zidina utvrde.
Pristup je moguć od gostione u mjestu Paka. Paralelno uz autoput ide 100 metara makadamska cesta na sjever, tu je nadvožnjak iznad autoputa, a od njega treba 15 minuta po šumskoj stazi do utvrde.  Također je uređen pristup od Kipišća na cesti Sudovec - Možđenec po planinarskoj stazi broj 107 treba pola sata hoda.

## Vanjske poveznice
- Slike iz Zapadnog Kalnika